# Sławgorod
Sławgorod (ros. Славгород) – miasto w azjatyckiej części Rosji, w Kraju Ałtajskim, centrum administracyjne okręgu miejskiego Sławgorod.
Miasto położone w południowo-zachodniej części Kraju Ałtajskiego, 394 km od Barnaułu i 20 km od granicy z Kazachstanem.
Założone w 1910 roku, status miasta od 1914 i połączenie kolejowe z Koleją Transsyberyjską.
Od 2015 miasto jest siedzibą eparchii sławgorodzkiej.